# Presidenti del Vietnam del Sud
I presidenti del Vietnam del Sud, ufficialmente Repubblica del Vietnam, si sono succeduti dal 1954, anno in cui nacquero Vietnam del Nord e Vietnam del Sud a seguito della conferenza di Ginevra, al 1976, quando il Vietnam fu riunificato al termine della guerra del Vietnam.
Primo capo di Stato fu l'ex imperatore Bảo Đại, che già dal 1949 era capo dello Stato del Vietnam, associato all'Unione Francese.

## Stato del Vietnam (1949-1955)
| Nr. | Ritratto | Nome (Nascita–Morte)      | Durata dell'incarico | Durata dell'incarico | Partito                                       |
| --- | -------- | ------------------------- | -------------------- | -------------------- | --------------------------------------------- |
| 1   |          | Bảo Đại (1913–1997)       | 13 giugno 1949       | 30 aprile 1955       | Indipendente                                  |
| -   |          | Ngô Đình Diệm (1901–1963) | 30 aprile 1955       | 26 ottobre 1955      | Partito Laburista Rivoluzionario Personalista |

## Presidente della Repubblica del Vietnam (1955-1963)
| Nr. | Ritratto | Nome (Nascita–Morte)      | Durata dell'incarico | Durata dell'incarico | Partito                                       |
| --- | -------- | ------------------------- | -------------------- | -------------------- | --------------------------------------------- |
| 1   |          | Ngô Đình Diệm (1901–1963) | 26 ottobre 1955      | 2 novembre 1963      | Partito Laburista Rivoluzionario Personalista |

## Giunta militare (1963-1969)

### Capi di stato e dell'esercito
Negli anni della giunta militare, il capo dello Stato aveva poteri limitatissimi, ed il potere era esercitato effettivamente dal capo dell'esercito. In alcuni casi, i due ruoli hanno coinciso.
| Capo di Stato | Capo di Stato    | Capo di Stato                                        | Capo di Stato        | Capo di Stato        | Capo di Stato | Capo di Stato                                       | Capo dell'esercito             | Capo dell'esercito                         | Capo dell'esercito                         |
| Nr.           | Ritratto         | Nome (Nascita–Morte)                                 | Durata dell'incarico | Durata dell'incarico | Partito       | Titolo                                              | Ritratto                       | Nome (Nascita–Morte)                       | Titolo                                     |
| ------------- | ---------------- | ---------------------------------------------------- | -------------------- | -------------------- | ------------- | --------------------------------------------------- | ------------------------------ | ------------------------------------------ | ------------------------------------------ |
| 2             |                  | Dương Văn Minh (1916–2001)                           | 2 novembre 1963      | 30 gennaio 1964      | Militare      | Capo dello Stato                                    |                                | Dương Văn Minh (1916–2001)                 | Capo del consiglio militare rivoluzionario |
| 2             | 30 gennaio 1964  | Dương Văn Minh (1916–2001)                           | 16 agosto 1964       | Capo dello Stato     | Militare      |                                                     | Nguyễn Khánh (1927–2013)       | Capo del consiglio militare rivoluzionario |                                            |
| 3             |                  | Nguyễn Khánh (1927–2013)                             | 16 agosto 1964       | 27 agosto 1964       | Militare      | Capo dello Stato                                    | Nguyễn Khánh (1927–2013)       | Capo del consiglio militare rivoluzionario |                                            |
| -             |                  | Comitato direttivo provvisorio (Minh, Khanh e Khiem) | 27 agosto 1964       | 8 settembre 1964     | Militare      | Comitato direttivo provvisorio                      | Comitato direttivo provvisorio | Comitato direttivo provvisorio             | Comitato direttivo provvisorio             |
| 2             |                  | Dương Văn Minh (1916–2001)                           | 8 settembre 1964     | 24 ottobre 1964      | Militare      | Capo dello Stato                                    | Comitato direttivo provvisorio | Comitato direttivo provvisorio             | Comitato direttivo provvisorio             |
| 4             |                  | Phan Khắc Sửu (1893–1970)                            | 24 ottobre 1964      | 20 dicembre 1964     | Indipendente  | Capo dello Stato Capo dell'alto consiglio nazionale | -                              | -                                          | -                                          |
| 4             | 20 dicembre 1964 | Phan Khắc Sửu (1893–1970)                            | 14 giugno 1965       | Capo dello Stato     | Indipendente  |                                                     | Nguyễn Khánh (1927–2013)       | Capo del consiglio militare                |                                            |
| 4             | 20 dicembre 1964 | Phan Khắc Sửu (1893–1970)                            | 14 giugno 1965       | Capo dello Stato     | Indipendente  |                                                     | Nguyễn Văn Thiệu (1923–2001)   | Capo del consiglio militare                |                                            |
| 5             |                  | Nguyễn Văn Thiệu (1923–2001)                         | 14 giugno 1965       | 3 settembre 1967     | Militare      | Capo dello Stato                                    |                                | Nguyễn Văn Thiệu (1923–2001)               | Capo del comitato direttivo nazionale      |

## Presidente della Repubblica del Vietnam (1967-1975)
| Nr. | Ritratto | Nome (Nascita–Morte)         | Durata dell'incarico | Durata dell'incarico | Partito                            |
| --- | -------- | ---------------------------- | -------------------- | -------------------- | ---------------------------------- |
| 5   |          | Nguyễn Văn Thiệu (1923–2001) | 3 settembre 1967     | 21 aprile 1975       | Fronte Nazionale Socialdemocratico |
| 6   |          | Trần Văn Hương (1902–1982)   | 21 aprile 1975       | 28 aprile 1975       | Indipendente                       |
| 2   |          | Dương Văn Minh (1916–2002)   | 28 aprile 1975       | 30 aprile 1975       | Militare                           |

## Governo Rivoluzionario Provvisorio (1975-1976)
Dopo la resa della Repubblica del Vietnam (30 aprile 1975) e fino alla riunificazione (2 luglio 1976), il paese fu governato dal Governo Rivoluzionario Provvisorio del Vietnam del Sud, presieduto da Nguyễn Hữu Thọ.